# Steve Lillywhite
Stephen "Steve" Lillywhite, född 1955 i Egham i Surrey, är en brittisk musikproducent. Han har samarbetat med artister som Switchfoot, U2, The Rolling Stones, Simple Minds, Talking Heads, The Pogues, Morrissey, Travis, Peter Gabriel, Coldplay och Anni-Frid Lyngstad.